# Valeri Hassi
Valeri Hassi   (Kolomia, 22 d'abril de 1949 - 1 de febrer de 2004) fou un jugador d'handbol ucrainès que va competir sota bandera soviètica durant la dècada de 1970.
El 1972 va prendre part en els Jocs Olímpics de Múnic, on fou cinquè en la competició d'handbol. Quatre anys més tard, als Jocs de Mont-real, guanyà la medalla d'or en la mateixa competició.
Amb la selecció soviètica jugà un total de 83 partits internacionals en què va marcar 277 gols. En el seu palmarès també destaca una medalla de plata al Campionat del Món d'handbol de 1978.
A nivell de clubs jugà al SKIF Krasnodar i al CSKA Moscou, amb qui guanyà la lliga soviètica de 1973.